# 무쇠인간

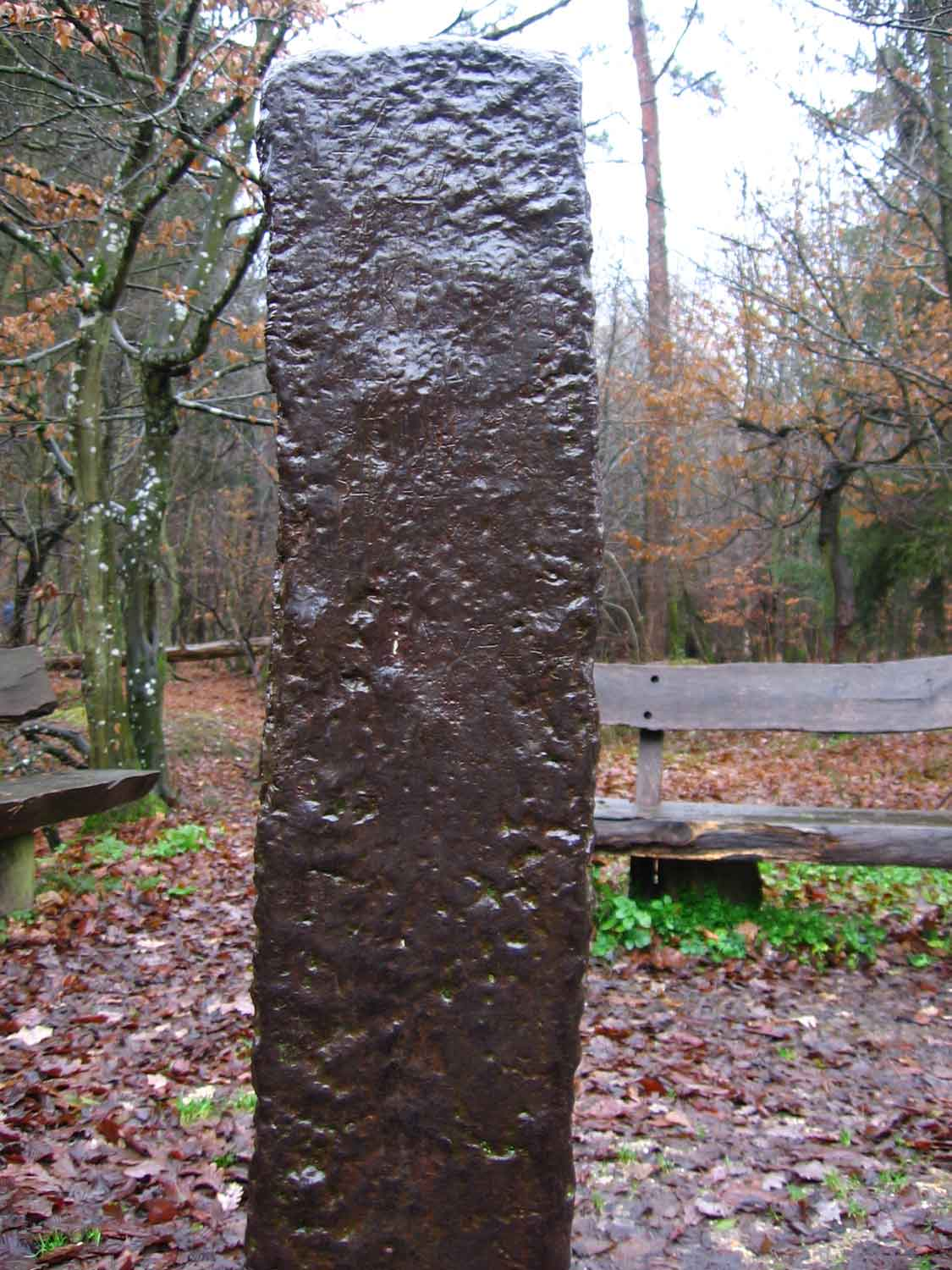

무쇠인간(독일어: Eiserne Mann 아이제르너 만[*], 영어: Iron Man 아이언맨[*])은 독일 둔스텐코벤에서 북동쪽으로 약 이 킬로미터, 라인란트 국립공원 숲 속에 부분적으로 묻혀 있는 오래된 철기둥이다. 직육면체의 금속 덩어리로, 땅 속에 약 2.7 미터가 묻혀 있으며 땅 밖으로 1.47 미터가 솟아나와 있다. 현재는 길가에 위치해 있지만 이 길은 18세기 초에 만들어진 것으로, 그 전에는 길도 없는 숲속 한가운데에 덩그러니 묻혀 있었다. 중앙유럽의 대표적인 오파츠로, 이것이 언제 왜 이 자리에 만들어졌는지 아무도 모른다. 17세기의 문서에도 그 존재가 언급되며, 이 당시 마을 이정표로 사용되었다고 한다.

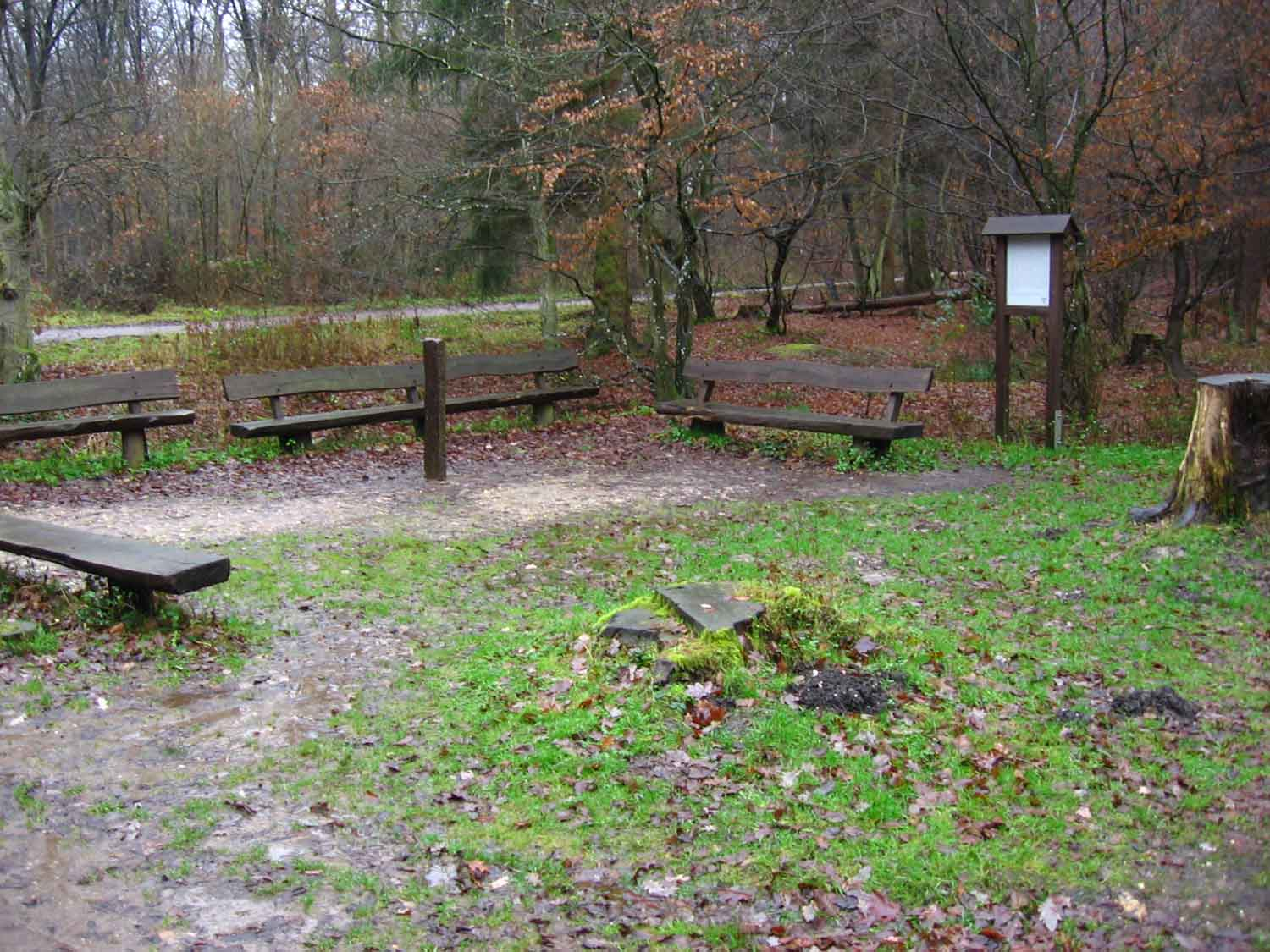
무쇠인간의 주변 경치.

1970년대에 이루어진 검사 결과 이 철기둥은 선철로 만들어져 있으며, 땅을 파서 그 안에 쇳물을 부어 만들었다고 한다. 이는 중세의 철제품 제작 방법과 일치한다.
날씨와 세월 탓에 풍화를 겪고 있지만 이상할 정도로 녹은 적게 슬어 있다. 무쇠인간의 정확한 위치는 북위 50.70757° 동경 6.96105°에 해발고도는 159 미터이다.